# Skálafüggetlen hálózat
Egy komplex hálózat skálafüggetlen, ha benne a fokszámeloszlás hatványfüggvényt (Yule–Simon-eloszlást) követ:
{\displaystyle \mathbf {P(k)\sim k^{-\gamma }} ,}
Az ilyen hálózatoknak viszonylag sok nagy fokszámú csomópontjuk van, és a csomópontok fokszámeloszlása méretfüggetlen (formálisabban ha x egy véletlenül választott csúcs fokszáma, akkor a P(x>n) és P(x>n|x>m) eloszlások csak egy konstans szorzóban különböznek).
Egy másik, nem egyenértékű definíció az, hogyha az összekötött csúcsok fokszámainak szorzatát összegezzük, nagy értéket kapunk, azaz ha E a gráf éleinek halmaza, akkor
{\displaystyle \sum _{(i,j)\in E}d_{i}d_{j}}
az azonos fokszámeloszlású gráfok között közel maximális. Ez azt jelenti, hogy a nagy fokszámú csúcsok jellemzően össze vannak kötve egymással.

## Kialakulás
Skálafüggetlen gráfok kialakulásának egyik lehetséges módja a preferenciális kapcsolódás. Ez azt jelenti, hogy egy növekvő gráfban annak a valószínűsége, hogy az új csúcs csatlakozzon egy régivel, arányos a régi csúcs fokszámával. Az ilyen módon nyerhető hálózatok csak egy alosztályát alkotják a skálafüggetlen hálózatoknak.

## Tulajdonságok
A skálafüggetlen gráfok kis-világ tulajdonságúak. A klaszterezettség egy hatványfüggvény fordítottja szerint arányos bennük a fokszámmal (vagyis a kis fokszámú pontok sűrű részhálókat alkotnak, és ezeket a részhálókat nagy fokszámú csomópontok kapcsolják össze).
A skálafüggetlen rendszerek rendkívül hibatűrőek a véletlen hibákkal szemben, azaz rendkívül sok véletlenül választott pontot eltávolítható úgy, hogy a rendszer továbbra is összefüggő marad.
Másfelől viszont nagyon sérülékenyek a célzott támadásokkal szemben, a legnagyobb csomópontok közül viszonylag kevés csúcsot eltávolítva a hálózat darabjaira hull.

## Alkalmazás
A skálafüggetlenség jelentőségét az adja, hogy számos, fontos gyakorlati szerepet játszó hálózatról kimutatták, hogy ilyen tulajdonságú; például a különféle szociális hálókról, az Internetről, a World Wide Webről, az idegsejtek alkotta hálózatokról, a járványok terjedési útvonalairól vagy a sejtek reakcióútjairól.

## Kritika
A skálafüggetlen hálózatok elméletével szembeni egyik kritika, hogy összemosódnak a matematikai modellekből levezetett és a valódi skálafüggetlen (vagy annak vélt) hálózatokban tapasztalt jellemzők; az elmélet használói gyakran nem teszik egyértelművé, hogy mely tulajdonságokat tekintenek a skálafüggetlenség definíciója részének, mik azok, amik következnek (vagy nagy valószínűséggel következnek) a definícióból, és mik azok, amik esetlegesek.

## Története
A skálafüggetlenség és a preferenciális kapcsolódás felfedezése Barabási Albert László és munkatársai nevéhez fűződik, akik 1999-ben a Notre Dame Egyetemen a honlapok közötti linkek hálózatát tanulmányozták. Barabási és munkatársa, Albert Réka kidolgozott egy olyan modellt, amely skálafüggetlen hálózatot hoz létre, a Barabási–Albert-modellt.